# Actividades de USAID en Perú

Logo de la USAID

En el Perú, la Agencia de los Estados Unidos para el Desarrollo Internacional (USAID) ha tenido presencia desde 1961. Hasta 2023, la USAID había invertido en este país de 4.2 mil millones de dólares desde su establecimiento. En 2025, el presidente de Estados Unidos, Donald Trump, suspendió la entrega de ayuda exterior (entre ellos al Perú) a través de USAID y el Departamento de Estado con el fin de revisar los fondos.

## Historia

### Creación y establecimiento en Perú
USAID fue creada en 1961 con la aprobación de la Ley de Asistencia Exterior por el entonces presidente de Estados Unidos John F. Kennedy. A partir de aquel año, la USAID inició sus actividades en el Perú.

### Control de natalidad
En 1966, USAID comenzó sus actividades en el Perú en relación del desarrollo de la salud reproductiva en este país.

#### Durante el gobierno de Juan Velasco Alvarado
En 1973, mediante la Resolución Ministerial №000293-73-SA/DS, expedido por Fernando Miró Quesada Bahamonde, ministro de salud durante el régimen de facto de Juan Velasco Alvarado, se ordenó el cierre de la Asociación Peruana de Protección Familiar (APPF) debido a que sus metas «no concuerdan con los ideales humanistas del Gobierno Revolucionario de las Fuerzas Armadas (GRFA)» ya que promovían la anticoncepción y ello iba en contra de la directiva pro-natalista de la dictadura. Se hizo saber, además, que la APPF recibía financiamiento de la USAID y de la Federación Internacional de Planificación Familiar (IPPF). Ante ello, la APPF cuestionó que recibiera financiamiento internacional y declaró que «nunca ha estado ligado a intereses imperialistas». Miguel Ramos Zambrano, líder de la APPF, solicitó a USAID que divulgara ante los medios de comunicación extranjeros el cese de las actividades de la APPF para reanudar sus operaciones mediante el uso de la presión internacional. USAID, además, había financiado el Centro de Estudios de Población y Desarrollo (CEPD).

#### Durante el gobierno de Francisco Morales Bermúdez
Después del golpe de Estado de 1974 orquestrado por Francisco Morales Bermúdez (el denominado Tacnazo), el nuevo régimen establece los primeros lineamientos de la política sobre población. En 1979, luego de la Conferencia Internacional sobre Atención Primaria de Salud de Alma Ata, la dictadura aprobó un plan de nacional para el acceso a los servicios de salud primaria. Esto posibilitó la colaboración entre la USAID y el Estado peruano para ejecutar dos proyectos de salud primaria: el proyecto Sur Medio, que incluía el acceso a la salud pública y servicios de planificación familiar en el departamento de Ica como plan piloto, y el proyecto «Extensión del Cuidado de la Salud Primaria» para «ampliar el acceso a los servicios de salud rurales y en zonas urbano-marginales, así como integrar los servicios de planificación familiar en el cuidado de la salud en los sectores público y privada».

#### Durante el primer gobierno de Alan García
En 1986 se implementó, con apoyo de la USAID, el Instituto Peruano de Seguridad Social (IPSS). A fines del mismo año, el ministerio de salud, junto a la USAID y el Fondo de Población de las Naciones Unidas (UNFPA) convocó a un equipo técnico para organizar el primer programa de planificación familiar nacional. Tanto USAID como UNFPA proporcionaron insumos y anticonceptivos para llevar a cabo el programa mientras que diversas ONGs participaron para expandir la oferta del servicio de planificación familiar, estando éstas articuladas en el proyecto "Apoyo al sector privado en planificación familiar" (SPF), que era liderado por la ONG Pathfinder y financiado por la USAID.

#### Durante el gobierno de Alberto Fujimori
Tras el primer Programa Nacional de Planificación Familiar (1987 - 1990), entre 1991 y 1995 se lanzó la segunda edición del mismo, en la cual la USAID apoyó con la donación de anticonceptivos. Con apoyo de la USAID, la ONG APROPO diseñó una campaña para que las familias decidan en relación a la planificación familiar. Para 1995, tras la Conferencia del Cairo, el gobierno de Alberto Fujimori junto a la UNFPA, la USAID, las ONGs Flora Tristán, Manuela Ramos, Red Nacional de Promoción de la Mujer, REDESS-Jóvenes, APROPO, IMPPARES y la Pontificia Universidad Católica del Perú (PUCP), la Universidad Nacional Mayor de San Marcos y el Instituto de Población de la Universidad Peruana Cayetano Heredia establecieron la Mesa Tripartita de Seguimiento al Programa de Acción del Cairo para monitorear la implementación del programa suscrito en El Cairo. La USAID, entre 1994 y 1998, aportó 85 millones de dólares para actividades de planificación familiar, siendo las tres cuartas partes de la cooperación internacional que recibió el Perú al respecto. En aquel 1995, el gobierno peruano legalizó la esterilización quirúrgica como método anticonceptivo. Ante las denuncias de haber participado en los casos denunciados de esterilizaciones forzadas, la USAID ha negado financiarlo.

### Elecciones del año 2000
Durante la campaña para las elecciones del año 2000, en las que Fujimori postulaba para un tercer mandato consecutivo, la USAID donó fondos a la ONG Transparencia, una organización conformada por opositores al régimen y dedicada a la observación electoral. Apoyada por la USAID, Transparencia movilizó alrededor de 19 mil observadores a nivel nacional, quienes hicieron públicas diversas irregularidades acaecidas durante las votaciones.

### Convenio entre la USAID y el Movimiento Manuela Ramos
El Movimiento Manuela Ramos suscribió el Convenio 527-A-00-95-00372-00 con la USAID, mediante la cual desarrolló, bajo los términos del convenio, una publicación denominada "La estrategia del Proyecto ReproSalud. El autodiagnóstico: Una metodología de conocimiento y análisis de salud reproductiva desde la perspectiva de las mujeres", siendo el Proyecto ReproSalud conducido por dicho movimiento. Entre las actividades, a pedido de la USAID, Manuela Ramos "entr[ó] a la región de Huánuco, brindando asistencia técnica y financiera a algunas ONGs locales, para que puedan replicar nuestra experiencia en las zonas de Tingo María, Tocache, Uchiza y Aguaytía" para empoderar a las mujeres y, de tal forma, contribuir "al combate del narcotráfico y al desarrollo local".

### USAID durante el gobierno de Alejandro Toledo
Antes de ser presidente del Perú en el año 2001, Alejandro Toledo había trabajado para la USAID. En junio de 2002, Toledo anunció la entrega, por parte de la USAID, de 153 millones de dólares y, para el año 2003, de 150 millones, además de inaugurarse un nuevo local de la USAID en el Perú. Para enero del 2003, el gobierno de Toledo aprobó la donación de vehículos valorizados en más de 25 mil dólares por parte de la USAID para la Asociación Agencia para el Desarrollo y Recursos Asistenciales/Obra Filantrópica y Asistencia Social Adventista del Perú (ADRA/OFASA). En el año 2005, el gobierno peruano recepcionó equipos e instrumentos médicos por parte de la USAID para el ministerio de salud.

#### Convenio entre la Defensoría del Pueblo y la USAID
En septiembre del año 2002, la Defensoría del Pueblo firmó la Carta de Entendimiento LA-527-0402-OMB con la USAID para la realización del proyecto "Fortalecimiento institucional de la Defensoría del Pueblo para la supervisión de la reforma del Estado y la promoción de la vigilancia ciudadana – 2002 - 2006" con el objetivo de "contribuir al desarrollo de la institucionalidad democrática y la vigencia de los derechos humanos en el Perú, promoviendo la equidad de género y una actuación eficiente y transparente del gobierno que reconozca la diversidad cultural del país".

#### Apoyo a la Comisión de la Verdad y Reconciliación y a la Comisión Especial para la Reforma Integral de la Administración de Justicia
La USAID apoyó las actividades de la Comisión de la Verdad y Reconciliación (CVR). Además, fue uno de los que apoyaron y financiaron el trabajo de la Comisión Especial para la Reforma Integral de la Administración de Justicia (CERIAJUS), una comisión creada mediante  Ley 28083 e instalada en el año 2003 para la reforma del sistema de justicia peruano.

### Crisis de migrantes venezolanos
En diciembre del año 2019, la USAID junto a la Organización Internacional del Trabajo (OIT) impulsaron un acuerdo de colaboración para promover la integración laboral de los migrantes venezolanos en Perú y Ecuador. Para el año 2020, el gobierno de los EEUU destinó, a través de la USAID, 8 millones de dólares para apoyar a los migrantes venezolanos residentes en el país andino. El proyecto inició en el 2020 extendiéndose hasta el 2023.
En el año 2021, se inició el proyecto "Chance para sumar", dirigido a los migrantes venezolanos, aunque también para los trabajadores peruanos, bajo el liderazgo de Nancy Arellano. Dicho proyecto fue financiado por la USAID con la meta de beneficiar a 2300 migrantes venezolanos y a peruanos. Para septiembre de 2022, "Chance para sumar" reportó que, en convenio con la ONG Cedro y la CONFIEP, ubicó laboralmente a 418 personas en diversos rubros de trabajo. Además, se reportó que se financió 123 negocios en marcha o en etapa de creación y se realizaron 23 ferias de emprendimiento.
La USAID, además, ha sido uno de los financistas de la ONG Unión Venezolana liderada por Óscar Pérez. Junto a CONQUITO, de Ecuador, Unión Venezolana realizó programas de formación empresarial para más de 1800 personas con financiamiento de la USAID, además, Unión Venezolana junto a la USAID y el Consejo mundial de Cooperativas de Ahorro y Crédito (WOCCU) ha brindado capacitaciones para que los migrantes accedan a las bolsas de trabajo.
En el año 2023, el Observatorio Peruano de Migración y Salud (OPEMS) de la Universidad Peruana Cayetano Heredia, con apoyo de la USAID, organizó un conversatorio virtual llamado "Migrantes en tierras de nadie: crisis en la frontera entre Perú y Chile" para analizar la crisis de los migrantes venezolanos en la frontera.

### Objetivos para los años 2020 - 2025
Para los años 2020 - 2025, la USAID desarrolló una estrategia para el Perú "involucra[ndo], conecta[ndo] y apoya[ndo] a líderes peruanos en el gobierno, el sector privado y la sociedad civil para movilizar recursos, transformar sistemas e institucionalizar reformas" bajo cuatro objetivos:
1. "Expand[ir el] desarrollo económico y social sostenible en zonas priorizadas afectadas por la producción ilícita de coca": Mediante la cual se impulsa "alternativas económicas lícitas y sostenibles" para que los agricultores se "manten[gan] alejados de las actividades ilícitas".
2. "Mejora[r] los sistemas democráticos para una gobernanza transparente, inclusiva y responsable": Mediante la cual la USAID apoya al Perú para su ingreso a la Organización para la Cooperación y el Desarrollo Económico (OCDE), da "ayud[a] a entidades clave en el gobierno peruano (la Contraloría, la OSCE, la Secretaría de Integridad, entre otros) para alinear las políticas y reformas para lograr una mayor eficiencia, eficacia y transparencia gubernamentales en la prestación de servicios y en la inversión pública", "profundiz[a] un enfoque al conjunto de la sociedad para influenciar y movilizar al público a favor de la acción y reformas gubernamentales" y "trabaj[a] con actores públicos y privados para aumentar la protección a los grupos marginalizados" como las poblaciones indígenas, el colectivo LGBT, la población afroperuana, las víctimas de trata de personas, entre otras.
3. "Aumenta[r] su resiliencia" frente al cambio climático.
4. "Fortalece[r la] integración socioeconómica de migrantes y refugiados venezolanos".

Para el año 2022, la USAID emitió un informe sobre sus actividades con respecto a los objetivos planteados previamente. Se proporcionó al Perú 240 millones de dólares por parte del Departamento de Estado y la USAID. Carlos Pando, ex director de la Agencia Peruana de Cooperación Internacional (APCI), la USAID proporcionó en dicho año 157 millones de dólares. Según el reporte del 2023, se asignó al Perú 144 millones de dólares.

#### Actividades
En el año 2022, USAID junto a Idea Internacional y el Lugar de la Memoria (LUM) organizó el ciclo de teatro "Para encontrarnos. Diálogos y alteridades" para que "las audiencias comprendan las prioridades y necesidades de las personas con discapacidad, el pueblo afroperuano, los pueblos indígenas u originarios, la comunidad LGTBIQ+, mujeres y jóvenes". En el año 2024, la USAID junto a la Ford Fundation, Fundación para la Conservación y el Desarrollo, OXFAM, entre otras, apoyó el "Encuentro Latinoamericano de Periodismo de Investigación por la Amazonía" organizado por Ojo Público. Además, la USAID entregó 32 mil dólares para la realización de un cómic de temática transgénero. Según el portal de Ashanti Perú, dicha ONG estableció una alianza con USAID.

### Ciclón Yaku
Durante los eventos del ciclón Yaku de 2023, la USAID donó 12 motobombas de agua, 88 mangueras y suministros para drenar agua en las áreas inundadas. Con apoyo de la USAID y la ONG Save The Children, el gobierno de EEUU anunció, a través de la embajadora Lisa Kenna, la entrega de ayuda humanitaria para más de 3 mil familias afectadas por Yaku. En mayo de 2023, se organizó el diálogo "Entre el Ciclón Yaku y el Fenómeno del Niño: agendas para la reconstrucción y la prevención". Dicho diálogo fue organizado por la Mesa de Concertación para la Lucha Contra la Pobreza (MCLCP) de la municipalidad de Lima Metropolitana junto a DESCO Urbano, CIDAP y PREDES, ONGs financiadas, entre otras, por USAID.

### Suspensión temporal
En el año 2025, Donald Trump, presidente de EEUU, anunció la suspensión temporal de la ayuda exterior de su país, entre ellos lo de la USAID. Esta decisión fue confirmada por el canciller peruano, Elmer Schialer. Según el canciller, EEUU había pactado entregar al Perú más de 600 millones de dólares hasta el año 2030 para proyectos agrícolas destinados a erradicar el cultivo de coca en el VRAEM. Nelia Soto, presidenta de la Mesa Técnica del Cacao del VRAEM, mientras tanto, declaró que la suspensión de la ayuda "no afectará, no como lo están alarmando" y que el apoyo de la USAID hacia ellos, aunque beneficiosa, no era determinante. Ángel Manero, ministro de agricultura, declaró que la política de sustitución de cultivos iba a continuar "pero si se retira [el apoyo económico] no es un drama o que se nos viene el apocalipsis".

### Financiamiento a medios de comunicación y ONGs
Tras la suspensión de los fondos de la USAID, el periodista Paolo Benza publicó que diversos periodistas habrían sido financiados por USAID a través de la ONG Idea Internacional mediante proyectos como "Diálogo político en Perú" (que recibió 7.5 millones de dólares) y "Expresión ciudadana en Perú" (que recibió 2.3 millones). Entre los medios estaban RPP, Epicentro, El Comercio, La Encerrona, El Búho, Ojo Público, además de diversas ONGs como la Fundación Mohme, Ashanti Perú o Transparencia. Según Benza, al comunicarse con Epicentro, éstos confirmaron que participaron en el proyecto "Diálogo político en Perú" mas no confirmaron su participación en el segundo proyecto; por otra parte, al comunicarse con La Encerrona, éstos le confirmaron que recibieron 14 mil soles para desarrollar la página Otorongo.club. La Encerrona había hecho esto público desde el inicio del proyecto Otorongo.club, además de reiterarlo durante una transmisión en vivo cuando aparecieron los primeros cuestionamientos. Además, se mencionó que la Fundación Mohme junto al Departamento de Comunicaciones de la PUCP realizaron cursos para periodistas con financiamiento de la USAID.

### Propuesta de creación de una comisión de investigación por parte del congreso peruano
Tras la suspensión, en el congreso de la República se presentó una moción para crear una comisión investigadora para detectar a los beneficiarios de la USAID en Perú desde al año 2015 y determinar si hubo direccionamiento "irregular para la implementación de agendas político-ideológicas en contravención a lo normado en la Constitución Política del Perú y las leyes vigentes, y/o al debilitamiento de nuestra institucionalidad democrática". La moción fue presentada por congresistas de la bancada de Renovación Popular el 6 de febrero del 2025. Por su parte, la congresista Roselli Amuruz, de Avanza País, solicitó a los líderes del Jurado Nacional de Elecciones (JNE) y la Oficina Nacional de Procesos Electorales (ONPE) información sobre el uso de los fondos proporcionados por la USAID a dichas instituciones en el periodo 2021 al 2023. Mientras tanto, en declaraciones para Canal N, la congresista Flor Pablo reconoció haber trabajado en un proyecto de la USAID centrado en educación rural en la Amazonía.